# Liste der Biografien/Huz
Liste der Biografien |
Portal Biografien |
Personensuche
# |
A |
B |
C |
D |
E |
F |
G |
H |
I |
J |
K |
L |
M |
N |
O |
P |
Q |
R |
S |
T |
U |
V |
W |
X |
Y |
Z |
?
 
Ha |
Hd |
He |
Hi |
Hj |
Hk |
Hl |
Hm |
Hn |
Ho |
Hr |
Hs |
Ht |
Hu |
Hv |
Hw |
Hy
 
Hua |
Hub |
Huc |
Hud |
Hue |
Huf |
Hug |
Huh |
Hui |
Huj |
Huk |
Hul |
Hum |
Hun |
Huo |
Hup |
Huq |
Hur |
Hus |
Hut |
Huu |
Huv |
Huw |
Hux |
Huy |
Huz
Die Liste der Biografien führt alle Personen auf, die in der deutschsprachigen Wikipedia einen Artikel haben. Dieses ist eine Teilliste mit 16 Einträgen von Personen, deren Namen mit den Buchstaben „Huz“ beginnt.

## Huz

### Huza
- Huza, Hildegard (* 1951), deutsche Bildhauerin
- Huzalo, Jewhen (1937–1995), ukrainischer Schriftsteller, Journalist und Drehbuchautor
- Huzarski, Bartosz (* 1980), polnischer Radrennfahrer

### Huze
- Huzel, Carl von (1841–1904), württembergischer Oberamtmann und Regierungspräsident
- Huzel, Dieter (1912–1994), deutsch-amerikanischer Raumfahrtingenieur
- Huzenlaub, Erich (1888–1964), britisch-deutscher Erfinder und Chemiker

### Huzj
- Huzjak, Vjekoslav (* 1960), kroatischer Geistlicher, Bischof von Bjelovar-Križevci

### Huzo
- Huzol, Hanna (* 1984), ukrainische Frauenrechtlerin, Gründerin von FEMENHanna Huzol (* 1984)

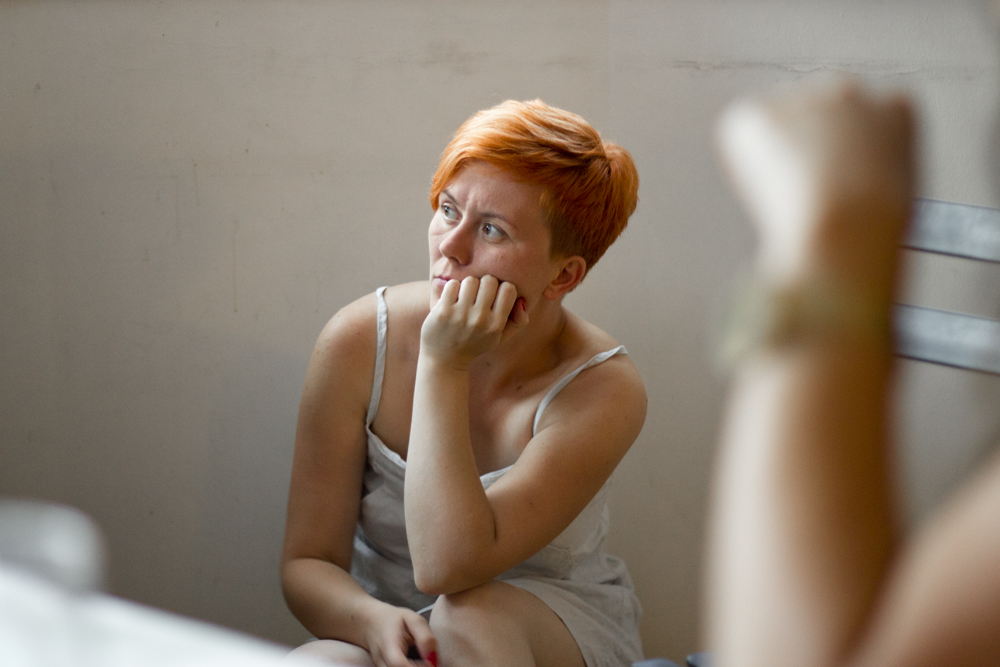
Hanna Huzol (* 1984)

- Huzol, Jewhen (* 1990), ukrainischer Sprinter

### Huzs
- Huzsvár, László (1931–2016), serbischer Geistlicher, römisch-katholischer Bischof von Zrenjanin

### Huzu
- Huzu, Tetjana (* 1976), ukrainische Kunstturnerin
- Huzuljak, Oleksij (* 1997), ukrainischer Fußballspieler
- Huzum-Vitan, Andreea (* 1993), rumänische Kugelstoßerin
- Huzurbazar, Snehalata V., US-amerikanische Mathematikerin und Hochschullehrerin

### Huzz
- Ḫuzziya I., hethitischer Großkönig
- Ḫuzziya II., hethitischer Großkönig